# Ivo Stefanoni
Ivo Stefanoni   (Mandello del Lario, 5 de juny de 1936) és un remer italià, ja retirat, que va competir durant entre les dècades de 1950 i 1970. Feia de timoner.
El 1956 va prendre part en els Jocs Olímpics d'Estiu de Melbourne, on guanyà la medalla d'or en la prova del quatre amb timoner del programa de rem. Formà equip amb Alberto Winkler, Romano Sgheiz, Angelo Vanzin i Franco Trincavelli. Quatre anys més tard, als Jocs de Roma, guanyà la medalla de bronze en la mateixa prova, aquesta vegada formant equip amb Fulvio Balatti, Franco Trincavelli, Giovanni Zucchi i Romano Sgheiz. També va participar en els Jocs de 1964, on fou sisè en la prova del vuit amb timoner del programa de rem.
En el seu palmarès també destaquen quatre medalles al Campionat d'Europa de rem, tres d'or i una de bronze, entre el 1956 i el 1961; una d'or als Jocs del Mediterrani de 1963 i quinze campionats nacionals entre 1953 i 1972.